# Курская дуга
Курская дуга (нем. Kursker Bogen), также Курский выступ  — стратегический выступ линии фронта в районе города Курска, образованный весной 1943 года. Курская дуга стала местом ожесточённых боёв между советской Красной армией и германским вермахтом в ходе Курской битвы (5 июля — 23 августа 1943 года), после чего получила ещё одно название: Огненная дуга.
Курская дуга сформировалась к 18 марта 1943 года, после чего наступила оперативная пауза, длившаяся до 5 июля 1943, когда началась Курская битва. Фронтальная часть и северный фас дуги образовались вследствие наступательных действий войск Брянского, Воронежского и Юго-Западного фронтов в ходе Воронежско-Харьковской операции. Южный фас дуги был образован после повторного захвата войсками вермахта Харькова (16.03.1943) и Белгорода (18.03.1943) в ходе третьей битвы за Харьков. Курская дуга вклинивалась в территорию, оккупированную войсками стран Оси (Германия, Италия, Венгрия) на 150 км вглубину и фронтом до 200 км. Курский выступ был стратегическим для обеих противоборствующих сторон. Например, для немецких войск, окружавших Курский выступ с трёх сторон, была свобода выбора места наступления (вариант обороны не рассматривался из-за реваншистских амбиций Гитлера после проигранной Сталинградской битвы): со стороны северного фаса, со стороны южного фаса, с обоих фасов одновременно либо всем фронтом одновременно. Для советской же стороны, окружавшей соседний Орловский выступ с трёх сторон, была также свобода выбора действий: наступление на Орловский выступ со стороны северного фаса Курского, изматывание противника в своей обороне, наступление всем фронтом либо в оба фаса Курской дуги. 
Этот участок линии фронта стал называться дугой после формирования её белгородского участка (южный фас). К тому времени северный фас уже был сформирован. После 19 марта 1943 в боях наступило затишье, затянувшееся на 4,5 месяца. В итоге линия фронта вытянулась с востока на запад на 150  км и на картах напоминала дугу. Курской же она называлась из-за географической привязанности линии фронта: город Курск был крупнейшим населённым пунктом выступа, а города Малоархангельск (северный фас Курской дуги) и Белгород (южный фас Курской дуги) были в составе Курской области с 1934 по 1944 и с 1934 по 1954 годы соответственно.